# Indomables de Ciudad Juárez
Los Indomables de Ciudad Juárez es un equipo profesional de la Liga de Básquetbol Estatal de Chihuahua.

## Estadio
Actualmente juegan en el Gimnasio Municipal Josué “Neri” Santos.

## Jugadores

### Roster
| Indomables de Ciudad Juárez Temporada 2025 |    |                           |                                        |
| C U E R P O T É C N I C O                  |    |                           |                                        |
| Entrenador                                 |    | Bandera de México         | Oswaldo Israel Zermeño Cisneros (Baja) |
| Entrenador                                 |    | Bandera de México         | Juan Alberto López                     |
| J U G A D O R E S                          |    |                           |                                        |
| Escolta/Alero                              | 00 | Bandera de Estados Unidos | Idris Ibn Idris Dawud Alvarado         |
| Ala-pívot                                  | 0  | Bandera de Estados Unidos | Troy Leonard Baxter Jr. (Baja)         |
| Escolta                                    | 1  | Bandera de México         | Omar de Haro Gutiérrez (Baja)          |
| Base                                       | 2  | Bandera de México         | Julián Alan Torres Sifuentes           |
| Base/Escolta                               | 3  | Bandera de Estados Unidos | Dylan Jurod Smith (Baja)               |
| Escolta                                    | 4  | Bandera de Estados Unidos | William Andre Stanford Jr.             |
| Base                                       | 5  | Bandera de México         | Juan Carlos Escalante Zavala (J)       |
| Alero/Ala-Pívot                            | 7  | Bandera de México         | Jorge Carlos De la Serna Delgado       |
| Base                                       | 8  | Bandera de México         | Alberto Ochoa Méndez                   |
| Ala-pívot                                  | 12 | Bandera de Estados Unidos | Jeffrey Curtis Ayres                   |
| Ala-pívot                                  | 13 | Bandera de México         | José Carlos Vargas Velázquez           |
| Ala-pívot/Pívot                            | 14 | Bandera de México         | Alan Adrián Castrejón Heredia          |
| Alero                                      | 17 | Bandera de México         | Ángel Francisco Peralta Carrillo       |
| Pívot                                      | 21 | Bandera de Estados Unidos | Tyrone Dandre Lee                      |
| Base                                       | 22 | Bandera de México         | Pedro Gonzalo Leal Cruz                |
| Ala-pívot                                  | 23 | Bandera de México         | Gabriel Vázquez Mejía                  |
| Alero/Ala-pívot                            | 24 | Bandera de Estados Unidos | Zoran Talley Jr. (Baja)                |
| Ala-pívot                                  | 25 | Bandera de México         | Omar Bernardo Miramontes Aguilar       |
| Pívot                                      | 34 | Bandera de Estados Unidos | Raphiael Rashad Putney (Baja)          |
| Escolta                                    | 65 | Bandera de Estados Unidos | Durrell La Faunce Summers (Baja)       |
| Alero/Ala-pívot                            | 91 | Bandera de Estados Unidos | Kirk Smith Jr. (Baja)                  |
| Base                                       | -  | Bandera de México         | Emiliano Axel Bernal Oviedo (J)        |
| Base                                       | -  | Bandera de México         | Miguel Santiago Decena Delgado (J)     |
| Base                                       | -  | Bandera de México         | Diego Andrés Martínez Rodríguez (J)    |
| Base                                       | -  | Bandera de Estados Unidos | Jackson Vernon Deshaun                 |
| = Capitán                                  |    |                           |                                        |

 =  Cuenta con nacionalidad mexicana. 
(J) =  Juvenil 